# Kriegerdenkmal Reuden (Elsteraue)
Das Kriegerdenkmal Reuden ist ein denkmalgeschütztes Kriegerdenkmal in der Ortschaft Reuden der Gemeinde Elsteraue in Sachsen-Anhalt. Im örtlichen Denkmalverzeichnis ist das Kriegerdenkmal unter der Erfassungsnummer 094 86213 als Baudenkmal verzeichnet.
Das Kriegerdenkmal Reuden befindet sich auf dem Friedhof in Reuden. Das Kriegerdenkmal ist eine Stele. Diese Stele wurde zur Erinnerung an die Gefallenen der beiden Weltkriege errichtet. Die Inschrift ist nur noch teilweise lesbar, da Teile der Stele von Efeu bewachsen sind. Die Inschriften lauten Ihre im Weltkrieg 1914-1918 gebliebenen Helden ehrt dankbar die Gemeinde Reuden sowie Zum Gedenken der Opfer des Weltkrieges 1939-1945 und aller Gewaltherrschaft. Des Weiteren befinden sich an den Seiten der Stele die Namen der Gefallenen.
Direkt neben der Stele befindet sich ein kleineres Denkmal für die Gefallenen des Krieges 1870/71. Die Inschrift dieses Denkmales ist fast vollständig verwittert.

## Quelle
- Gefallenendenkmal Reuden, abgerufen am 28. August 2017.